# Земя Бунге
Земя Бу̀нге (на руски: Земля Бунге) е обширен пясъчен нанос в море Лаптеви, в централната част от островите Анжу, от групата на Новосибирските острови. Административно влиза в състава на Якутия, Русия. Разположена е между остров Котелни на запад, с който има широка връзка и бившия остров Фадеевски на изток, с който се свързва на север с тесен провлак (Стрелка Анжу), а останалата ѝ част е отделена от него чрез залива Геденщром. Площ около 6200 km2. Представлява пясъчна слаборазчленена равнина наподобяваща пустиня с надморска височина 6 – 8 m и отделни хълмове до 58 m височина. Широко са развити еоловите релефни форми и незакрепената растителност. Наименувана е от немския полярен изследовател на руска служба Едуард Тол по време на негова експедиция на Новосибирските острови през 1886 г. в чест на руския зоолог и пътешественик от немски произход Александър Александрович Бунге, който също провежда експедиция в този район през 1885-86 г.

## Топографска карта
- S-53,54, М 1:1 000 000[2]